# Tomter
Tomter is een plaats in de Noorse gemeente Indre Østfold, fylke Østfold. Tomter telt 1384 inwoners (2007) en heeft een oppervlakte van 1,04 km².